# Camp (Film)
Camp ist ein Underground-Experimentalfilm von Andy Warhol. Er wurde im August oder September 1965 in Warhols Studio The Factory im 16-mm-Format gedreht. Die Uraufführung fand am 22. November 1965 in der Film-Makers’ Cinematheque (125 West 41st Street, Manhattan) statt.

## Handlung
Der Schwarz-weiß-Tonfilm mit einer Länge von 70 Minuten zeigt Darsteller, die in der Art einer Vaudeville- oder Varieté-Aufführung singen, tanzen und Späße machen. Als Master of Ceremonies fungiert Gerard Malanga. Paul Swan tanzt in einem Gladiatorenkostüm zur Musik von Richard Wagner, Mario Montez, wie üblich in Frauenkleidern, singt If I could shommy like my sister Kate, und Gerard Malanga trägt das Gedicht Camp vor, eine Parodie von Allen Ginsbergs Howl. Am Schluss führt Donyle, ein schwarzes Fotomodell, ein rückenfreies Kleid und einen Pelzumhang vor. Arrangiert ist die Szenerie wie bei einer Laientheater-Aufführung: Wenn ein Darsteller seine Vorführung gibt, werden alle anderen Mitwirkenden zu Zuschauern und applaudieren am Schluss. Die Szenerie erinnert an Gustave Courbets Gemälde L’Atelier du peintre, ist aber durch grelle Beleuchtung (Sun Guns) hart ausgeleuchtet und so ins extrem Künstliche überzeichnet.

## Hintergrund
Mit dem Film thematisiert Warhol den 1964 veröffentlichten Essay Notes on Camp von Susan Sontag (deutsch: Anmerkungen zu Camp, in: Akzente, Jg. 1966) und die darin diskutierte Ästhetik des guten „schlechten Geschmacks“ auf seine Weise. Die historische Bedeutung seines Films besteht im Tabubruch mit dem, was konventionell unter „guter Unterhaltung“ verstanden wird. Der einstmals berühmte Tänzer Paul Swan, zur Zeit der Aufnahmen über 80 Jahre alt, ist nur noch eine lächerliche Kopie seiner selbst, er merkt mehrmals an, dass die mitleidlos gefilmten Szenen „herausgeschnitten“ werden sollen. Ständig wird die filmisch-theatralische Illusion unterbrochen durch wahllose Zooms, Lichttechniker, die ihre tragbaren Scheinwerfer über die Bühne tragen, und durch undiszipliniertes Verhalten der Darsteller. Jack Smith weigert sich in völlig übertriebener Weise, überhaupt etwas darzustellen und fragt nach der Toilette. Diese Albernheiten und Peinlichkeiten stellen ein Ärgernis für den Zuschauer dar, dessen Erwartungen unterlaufen werden. Letztlich bleibt ihm nur die Einsicht, dass das „Showbiz“ eben nur eine künstliche Realität entwirft, die ihn von seiner eigentlichen existenziellen Befindlichkeit ablenkt.